# Susan Silver
Susan Jean Silver (* 17. Juli 1958 in Seattle) ist eine US-amerikanische Musikmanagerin, die als Managerin von Seattle-Rock- bzw. Grunge-Bands wie Soundgarden, Alice in Chains und Screaming Trees bekannt wurde. Silver besitzt auch die Firma Susan Silver Management und den Club The Crocodile in Seattle.

## Biografie
Silver wurde am 17. Juli 1958 in Seattle, Washington, geboren und war das älteste von drei Kindern von Samuel und Emmogene (Jean) Silver.
Silver studierte Chinesisch an der University of Washington.
Silver begann 1983 als Musikmanagerin zu arbeiten. Ihre ersten Kunden waren die Bands The U-Men und First Thought. Im Jahre 1985 lernte Silver Soundgarden kennen, deren Leadsänger ihr damaliger Freund Chris Cornell war, und im folgenden Jahr begann sie, die Band zu managen. Damals war Silver auch für die Screaming Trees tätig.
Zu den Kunden von Silver gehörten in den 90er-Jahren die Bands Alice in Chains, Hater, Inflatable Soule, Crackerbox, Sweet Water, Sponge, die Sängerin Kristen Barry, und der Musikproduzent Terry Date.
Seit 2009 ist Silver Co-Managerin von Alice in Chains neben David Benveniste mit seiner Firma Velvet Hammer Management.

## Andere Unternehmungen
Seit 2009 ist Silver die Mitinhaberin des Clubs The Crocodile in Seattle, zusammen mit Sean Kinney, dem Schlagzeuger von Alice in Chains; dem Mitbegründer der Capitol Hill Block Party, Marcus Charles; Peggy Curtis; und Portugal.-The-Man-Gitarrist Eric Howk.

## Privatleben
Im Jahre 1985 begann Silver, mit Chris Cornell, dem Sänger von Soundgarden, der Band, die sie ein Jahr später managte, auszugehen, und sie heirateten 1990. Cornell schrieb den Song Moonchild von seinem Debüt-Soloalbum Euphoria Morning für Silver. Das erste und einzige Kind des Paares, eine Tochter namens Lillian Jean, wurde im Juni 2000 geboren. Silver und Cornell ließen sich 2004 scheiden.
Bei einer Pressekonferenz im Jahr 2002 nach seinen Helden gefragt, nannte der Sänger und Gitarrist von Alice in Chains, Jerry Cantrell, Silver als eine seiner Heldinnen. Cantrell dankte Silver auch dafür, dass er bei seiner Rede beim MusiCares MAP Fund Benefit am 31. Mai 2012 mit dem Stevie Ray Vaughan Award ausgezeichnet wurde.